# Lilia Aguilar Gil
Lilia Aguilar Gil (Ojinaga, 17 de agosto de 1977) es una política mexicana, y actual dirigente estatal del Partido del Trabajo. Actualmente es Diputada por el estado de Chihuahua.

## Biografía
Lilia Aguilar Gil estudió Administración Financiera en el Instituto Tecnológico y de Estudios Superiores de Monterrey, graduándose en 2000. Luego, obtuvo una Maestría en Gestión Pública Aplicada en 2006 y una Maestría en Administración Pública en la Universidad de Harvard en 2012.

## Vida Académica
En la Universidad de Harvard Aguilar fue reconocida como una de las "Estrellas Harvard" y candidata al premio de la Función Pública. Fue vicepresidenta de la Asociación de Estudiantes Mexicanos y de la Asociación de Estudiantes Latinoamericanos. Dirigió el proyecto "México Adelante" y trabajó en un estudio sobre pobreza en México con Amartya Sen.

## Carrera
Aguilar se unió al Partido del Trabajo (México) en los años 90. En 2004, fue diputada en la LXI Legislatura del Congreso del Estado de Chihuahua, donde impulsó reformas importantes en el sistema penal y en transparencia. En 2012, fue elegida Diputada Federal por Representación Proporcional en la LXII Legislatura. .
De diciembre de 2018 a septiembre de 2020, lideró la Unidad para la Atención de las Organizaciones Sociales en la Secretaría de Gobernación. De octubre de 2019 a abril de 2021, fue secretaria técnica de la Conferencia Nacional de Secretarios de Seguridad Pública, de la Secretaría de Seguridad y Protección Ciudadana.
En 2021, fue elegida diputada federal por el distrito 03 de Ciudad Juárez, Chihuahua. Presidió la Comisión de Vivienda en la LXV Legislatura y trabajó en reformas al Artículo Cuarto Constitucional, que aún están pendientes en el Senado de la República. En 2024, fue reelecta por el mismo distrito con el 74% de los votos.